# Wimmeria confusa
Wimmeria confusa är en benvedsväxtart som beskrevs av William Botting Hemsley. Wimmeria confusa ingår i släktet Wimmeria och familjen Celastraceae. Inga underarter finns listade.